# Covent Garden

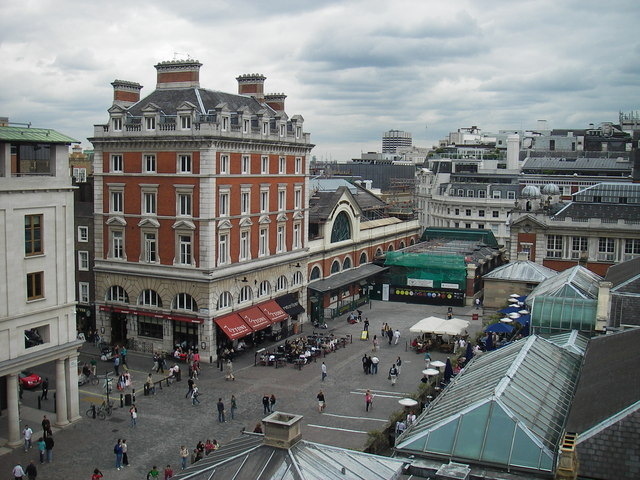
Quang cảnh khu vực chợ hoa Covent Garden

Covent Garden là một quảng trường ở trung tâm Luân Đôn, thuộc địa phận của West End, giữa cửa ngõ St. Martin và ngõ Drury. Trong hơn 300 năm, khu vực này được kết nối với chợ rau quả trước đây trên quảng trường trung tâm, liền kề cùng với Nhà hát opera Hoàng gia ở đây (còn được gọi là Covent Garden), công ty ba lê và opera lâu đời nhất của Anh.
Khu vực này được biết đến với nhiều quán cà phê ngoài trời, nhà hàng, quán rượu, quầy hàng ở chợ và cửa hàng. Ngày nay, Covent Garden thu hút nhiều nghệ sĩ đường phố giải trí cho du khách trên quảng trường dành cho người đi bộ. Một khu chợ hoa trước đây hiện đang lưu giữ tại Bảo tàng Giao thông Vận tải Luân Đôn.

## Vị trí địa lý

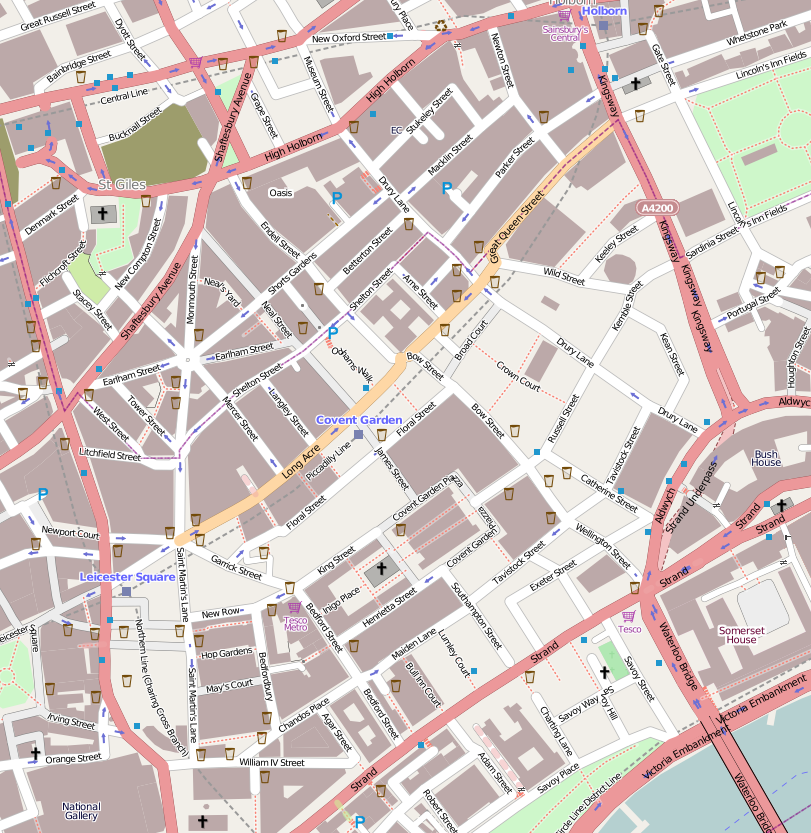
Bản đồ khu vực

## Tên gọi
Từ "Covent" thật sự là một lỗi chính tả trong từ "Convent" được đặt tên theo khu vườn hoa cho Tu viện Westminster.
Trong định nghĩa Anglo-Pháp thì "Convent" có nghĩa là cộng đồng kitô tôn giáo hoặc toà nhà được sử dụng bởi cộng đồng kitô tôn giáo. Một số tài liệu cổ ghi chép lại thì từ năm 1250 tới năm 1283, nơi đây được gọi là "the garden of the Abbot and Convent of Westminster".

## Lịch sử

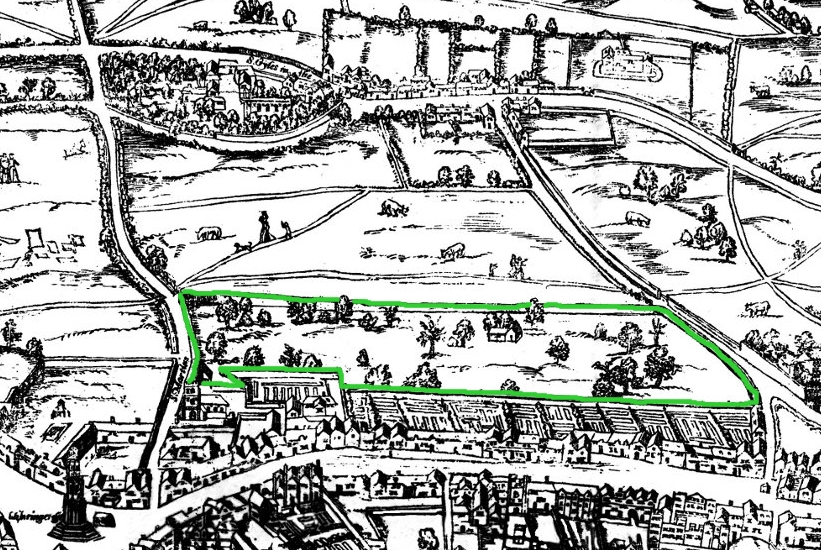
Covent Garden trên bản đồ những năm 1572, với chung quanh được đánh dấu màu xanh lá cây

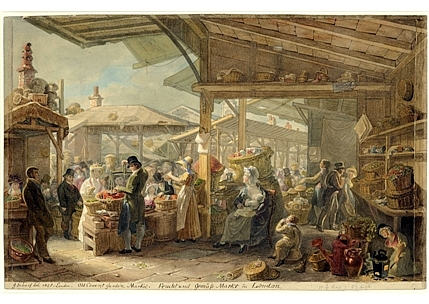
Minh họa chợ Covent Garden vào năm 1825

Khu vực này là những cánh đồng cho đến khi người dân định cư trong một thời gian ngắn vào thế kỷ thứ 7 khi vùng đất trở thành trung tâm của Anglo-Saxon, một thị trấn thương mại của Lundenwic; sau đó bị bỏ hoang vào cuối thế kỷ thứ 9, trước khi khu vực biến thành các cánh đồng lần nữa.
Đến năm 1200, một phần của khu vực đã được các giáo sĩ của Tu viện Westminster rào lại để sử dụng làm đất trồng trọt và vườn cây. Sau khi giải thể tu viện, khu vực đã được vua trẻ Edward VI tới John Russell, Bá tước đầu tiên của Bedford (1485–1555), cố vấn đáng tin cậy cho cha của mình là Henry VIII. Francis Russell, Bá tước Bedford thứ tư ủy thác Inigo Jones để xây dựng một số ngôi nhà tốt để thu hút khách thuê giàu có.
Jones đã thiết kế quảng trường dựa trên hình vòng cung của kiến trúc Ý cùng với Nhà thờ Thánh Phao-lô. Thiết kế của quảng trường là mới đối với Luân Đôn và có ảnh hưởng đáng kể đến quy hoạch thị trấn hiện đại, đóng vai trò là nguyên mẫu cho các khu nhà mới khi Luân Đôn đang phát triển.
Đến năm 1654, một thị trường rau quả ngoài trời nhỏ đã phát triển ở phía nam của quảng trường trong khu thời trang. Dần dần, cả chợ và khu vực xung quanh đều rơi vào tình trạng khốn đốn, khi các quán rượu, nhà hát, quán cà phê và nhà thổ mở cửa.
Vào thế kỷ 18, Covent Garden đã trở nổi tiếng vì sự phổ biến của các nhà thổ tại đây. Một đạo luật của Nghị viện đã được soạn thảo để kiểm soát khu vực này, và tòa nhà tân cổ điển của Charles Fowler đã được xây lên vào năm 1830 để trang trải và giúp đỡ tổ chức chợ. Nhiều chợ mới mọc lên và các toà nhà được thêm vào bao gồm: Floral Hall, chợ Charter, vào năm 1904 là chợ Jubilee.
Đến cuối những năm 1960 tình trạng tắc nghẽn giao thông đã gây ra vấn đề.
Vào năm 1974, Covent Garden chuyển tới Chợ mới Covent Garden khoảng ba dặm về phía tây nam tại Nine Elms. Tòa nhà trung tâm mở cửa trở lại như một trung tâm mua sắm vào năm 1980 và hiện là một địa điểm du lịch có các quán cà phê, quán rượu, cửa hàng nhỏ và một chợ thủ công có tên là Chợ Apple, cùng với một khu chợ khác được tổ chức tại Hội trường Jubilee.
Sau khi tham khảo ý kiến với người dân và các doanh nghiệp địa phương, Hội đồng Westminster đã vạch ra một kế hoạch hành động để cải thiện khu vực trong khi vẫn giữ được tính lịch sử của nó vào năm 2004. Các tòa nhà của chợ, cùng với một số tài sản khác trong khu vực Covent Garden, được mua bởi một công ty bất động sản vào năm 2006.

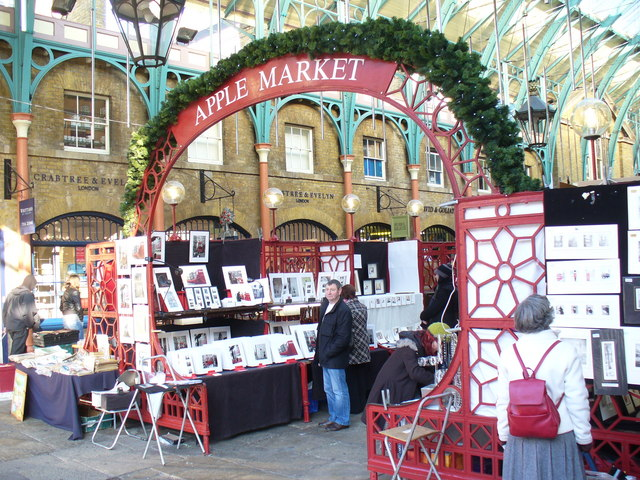
Khu vực thủ công Chợ Apple tại Covent Garden

Covent Garden nằm trong thành phố Westminster và khu Camden, và khu vực bầu cử quốc hội của Thành phố Luân Đôn và Westminster và Holborn và St Pancras.
Covent Garden đã được phục vụ bởi tuyến Piccadilly tại nhà ga ống Covent Garden kể từ năm 1907; hành trình quản đường 300 yard từ trạm ga Leicester Square là đoạn ngắn nhất ở Luân Đôn.
==Địa điểm tham